# Dave Norris

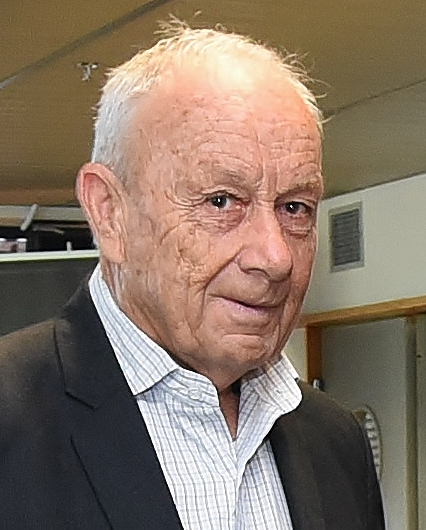
Dave Norris, 2017

Dave Norris (eigentlich David Stanley Norris; * 14. Dezember 1939 in Birkenhead, North Shore City) ist ein ehemaliger neuseeländischer Weit- und Dreispringer.
Bei den British Empire and Commonwealth Games in Cardiff gewann er Bronze im Dreisprung und wurde Achter im Weitsprung.
1960 schied er bei den Olympischen Spielen in Rom in beiden Disziplinen in der Qualifikation aus.
Bei weiteren Teilnahmen an den British Empire and Commonwealth Games holte er 1962 in Perth Silber im Weitsprung und wurde Sechster im Dreisprung; 1966 in Kingston wurde er Fünfter im Dreisprung und Siebter im Weitsprung.
Bei den British Commonwealth Games wurde er 1970 in Edinburgh Fünfter im Weitsprung und Elfter im Dreisprung; 1974 in Christchurch folgte ein sechster Platz im Dreisprung.

## Persönliche Bestleistungen
- Weitsprung: 7,83 m, 1967
- Dreisprung: 15,97 m, 11. April 1964, Auckland